# Giorgio Corner (1374-1439)

Stemma araldico della famiglia Corner.

Giorgio Corner (Venezia, 1374 – Venezia, 4 dicembre 1439) è stato un politico e militare italiano.

## Biografia
Di famiglia patrizia, nacque a San Felice, primogenito di Andrea del doge Marco Corner e di Giustiniana di Andrea Giustinian. 

Sposò Caterina Giustinian che gli diede due figli: Andrea e Marco; quest'ultimo sarà il padre della famosa Caterina Corner, regina di Cipro.
Prigioniero di Filippo Maria Visconti nei terribili forni del castello di Monza, fu torturato per sette anni, a partire dal 10 dicembre 1432, per carpirgli informazioni su quanto i Veneziani sapessero dei rapporti tra il Visconti e il Carmagnola e per conoscere i nomi degli accusatori di quest'ultimo, che era stato condannato a morte dagli stessi Veneziani il 5 maggio precedente, ma non diede informazioni di rilievo. 

Il 1º ottobre 1439 fu restituito a Venezia. Il suo fisico era ormai distrutto e morì poco dopo, il 4 dicembre. 
Il suo solenne funerale fu celebrato nella chiesa dei Santi Apostoli, alla presenza del Doge.

## Scritti
- Cronachetta Corner